# Kingdom of Comfort
Kingdom of Comfort é o oitavo álbum de estúdio da banda Delirious?, lançado a 1 de Abril de 2008.
Segundo o guitarrista Stuart Garrard, o título do disco foi inspirado pelo sermão de Rob Bell, autor e pastor da Mars Hill Bible Church.
O disco atingiu o nº 24 do Top Christian Albums.

## Faixas
Todas as faixas por Smith, Garrard, Thatcher, exceto onde anotado.
1. "Kingdom of Comfort" - 3:29
2. "God Is Smiling" - 4:09
3. "Give What You've Got" - 3:32
4. "Love Will Find a Way" - 4:29
5. "Eagle Rider" - 4:11
6. "We Give You Praise" (Smith, Garrard, Thatcher, Marty Sampson) - 5:13
7. "How Sweet the Name" - 5:42
8. "Wonder" (Smith, Garrard, Thatcher) - 4:13
9. "Break the Silence" (Smith, Garrard, Thatcher, Iain Archer) - 4:12
10. "Stare the Monster Down" - 3:27
11. "All God's Children" - 5:51
12. "My Soul Sings" - 6:59
13. "We Give You Praise" (Radio Mix) (Smith, Garrard, Thatcher, Marty Sampson) - 4:03 (Versão norte-americana)
14. "Hallelujah" - 4:39 (Apenas download)
15. "Mothers Of The Night" (Smith, Garrard, Thatcher) - 5:28 (Apenas download)

## Créditos
- Martin Smith - Vocal, guitarra, teclados adicionais
- Stuart Garrard - Guitarra, vocal, teclados adicionais
- Tim Jupp - Piano, teclados
- Jon Thatcher - Baixo
- Stew Smith - Bateria, percussão